# Hugh Fortescue, V conte di Fortescue
Hugh William Fortescue, V conte Fortescue (Londra, 14 giugno 1888 – Castle Hill, 14 giugno 1958), è stato un politico e militare britannico.

## Biografia
Hugh William Fortescue era il primogenito di Hugh Fortescue, IV conte Fortescue, e di sua moglie, Emily Ormsby-Gore.
Morì il giorno del suo 70º compleanno.

## Ascendenza
|                                        |                     |                          | Genitori                              |  |  | Nonni |  |  | Bisnonni                              |  |  | Trisnonni                            |  |
|                                        |                     |                          |                                       |  |  |       |  |  | Hugh Fortescue, II conte di Fortescue |  |  | Hugh Fortescue, I conte di Fortescue |  |
|                                        |                     |                          |                                       |  |  |       |  |  | Hugh Fortescue, II conte di Fortescue |  |  | Hugh Fortescue, I conte di Fortescue |  |
|                                        |                     | Hester Grenville         |                                       |  |  |       |  |  | Hugh Fortescue, II conte di Fortescue |  |  |                                      |  |
| Hugh Fortescue, III conte di Fortescue |                     |                          |                                       |  |  |       |  |  | Hugh Fortescue, II conte di Fortescue |  |  |                                      |  |
|                                        |                     | Lady Susan Ryder         | Dudley Ryder, I conte di Harrowby     |  |  |       |  |  |                                       |  |  |                                      |  |
|                                        |                     | Lady Susan Ryder         | Dudley Ryder, I conte di Harrowby     |  |  |       |  |  |                                       |  |  |                                      |  |
|                                        |                     | Lady Susan Ryder         | Lady Susan Leveson-Gower              |  |  |       |  |  |                                       |  |  |                                      |  |
| Hugh Fortescue, IV conte Fortescue     |                     | Lady Susan Ryder         |                                       |  |  |       |  |  |                                       |  |  |                                      |  |
|                                        |                     | Lord George Dawson-Damer | John Dawson, I conte di Portarlington |  |  |       |  |  |                                       |  |  |                                      |  |
|                                        |                     | Lord George Dawson-Damer | John Dawson, I conte di Portarlington |  |  |       |  |  |                                       |  |  |                                      |  |
|                                        |                     | Lord George Dawson-Damer | Lady Caroline Stuart                  |  |  |       |  |  |                                       |  |  |                                      |  |
| Lady Georgiana Dawson-Damer            |                     | Lord George Dawson-Damer |                                       |  |  |       |  |  |                                       |  |  |                                      |  |
|                                        |                     | Mary Dawson-Damer        | Lord Hugh Seymour                     |  |  |       |  |  |                                       |  |  |                                      |  |
|                                        |                     | Mary Dawson-Damer        | Lord Hugh Seymour                     |  |  |       |  |  |                                       |  |  |                                      |  |
|                                        |                     | Mary Dawson-Damer        | Lady Anne Horatia Waldegrave          |  |  |       |  |  |                                       |  |  |                                      |  |
| Hugh Fortescue, V conte di Fortescue   |                     | Mary Dawson-Damer        |                                       |  |  |       |  |  |                                       |  |  |                                      |  |
|                                        | William Ormsby-Gore | William Gore             |                                       |  |  |       |  |  |                                       |  |  |                                      |  |
|                                        | William Ormsby-Gore | William Gore             |                                       |  |  |       |  |  |                                       |  |  |                                      |  |
|                                        | William Ormsby-Gore | Frances Jane Gorges      |                                       |  |  |       |  |  |                                       |  |  |                                      |  |
| William Ormsby-Gore, II barone Harlech | William Ormsby-Gore |                          |                                       |  |  |       |  |  |                                       |  |  |                                      |  |
|                                        |                     | Mary Jane Ormsby         | Owen Ormsby                           |  |  |       |  |  |                                       |  |  |                                      |  |
|                                        |                     | Mary Jane Ormsby         | Owen Ormsby                           |  |  |       |  |  |                                       |  |  |                                      |  |
|                                        |                     | Mary Jane Ormsby         | Margaret Owen                         |  |  |       |  |  |                                       |  |  |                                      |  |
| Emily Ormsby-Gore                      |                     | Mary Jane Ormsby         |                                       |  |  |       |  |  |                                       |  |  |                                      |  |
|                                        |                     | Sir George Seymour       | Lord Hugh Seymour                     |  |  |       |  |  |                                       |  |  |                                      |  |
|                                        |                     | Sir George Seymour       | Lord Hugh Seymour                     |  |  |       |  |  |                                       |  |  |                                      |  |
|                                        |                     | Sir George Seymour       | Lady Anne Horatia Waldegrave          |  |  |       |  |  |                                       |  |  |                                      |  |
| Lady Emily Seymour                     |                     | Sir George Seymour       |                                       |  |  |       |  |  |                                       |  |  |                                      |  |
|                                        |                     | Georgiana Mary Berkeley  | Sir George Cranfield Berkeley         |  |  |       |  |  |                                       |  |  |                                      |  |
|                                        |                     | Georgiana Mary Berkeley  | Sir George Cranfield Berkeley         |  |  |       |  |  |                                       |  |  |                                      |  |
|                                        |                     | Georgiana Mary Berkeley  | Emily Charlotte Lennox                |  |  |       |  |  |                                       |  |  |                                      |  |
|                                        |                     | Georgiana Mary Berkeley  |                                       |  |  |       |  |  |                                       |  |  |                                      |  |